# Meisenheim
Meisenheim é uma cidade da Alemanha localizado no distrito (Kreis ou Landkreis) de Bad Kreuznach, no estado da Renânia-Palatinado.